# 麦力哥台吉
麦力哥台吉（?—?），又作麦力艮台吉，16世纪蒙古右翼多伦土默特部領主，达延汗第四子阿尔苏博罗特之孙，不只吉儿台吉的儿子。
原与父兄驻牧在山西西北偏关外六七百里之土默川。隆庆五年（1571年），明朝和俺答汗达成封贡协议，明朝封他为指挥佥事，与明朝互市于山西水泉营。万历十四年（1586年），随兄长多罗土蛮把都儿黄台吉西行抵达青海，要求明朝在肃州（今甘肃省酒泉市）开市，被拒绝，于是率骑三万余至塞上索赏，明朝将领朱正色把他击退。同年，土默特部首领撦力克让他东还本部驻地。晚年腿瘫，不能行动。麦力哥有九个儿子，包括剌八台吉、闪旦台吉、波在台吉。